# آلان فايسمان
آلان فايسمان (بالإنجليزية:Alan Weisman) كاتب وأستاذ جامعي وصحفي أمريكي ولد في منيابولس في 24 مارس عام 1947. ويعد كتاب العالم من دوننا من أشهر أعماله التي صدرت عام 2007، حيث يعرض فايسمان مقاربة فريدة في طرح أسئلة تتعلق بتأثير البشرية في كوكبنا ويطلب منا تصور كيف ستكون الأرض بدوننا.

## أعماله
- العالم من دوننا

## روابط خارجية
- آلان فايسمان على موقع IMDb (الإنجليزية)
- آلان فايسمان على موقع ميوزك برينز (الإنجليزية)
- آلان فايسمان على موقع قاعدة بيانات الفيلم (الإنجليزية)